# Dorignies
Dorignies est un hameau puis un quartier de Douai, dans le Nord, en France.
La Compagnie des mines de l'Escarpelle y a ouvert ses fosses nos 4 - 4 bis et 5. C'est dans cette dernière qu'est mort le 22 avril 1911 le conseiller général du canton de Marchiennes et mineur George Richez. 
L'architecte Henri Peckre y naît le 10 novembre 1895. 